# Johann Heinrich Dannecker
Johann Heinrich von Dannecker (Stoccarda, 16 ottobre 1758 – Stoccarda, 8 dicembre 1841) è stato uno scultore tedesco.

## Biografia

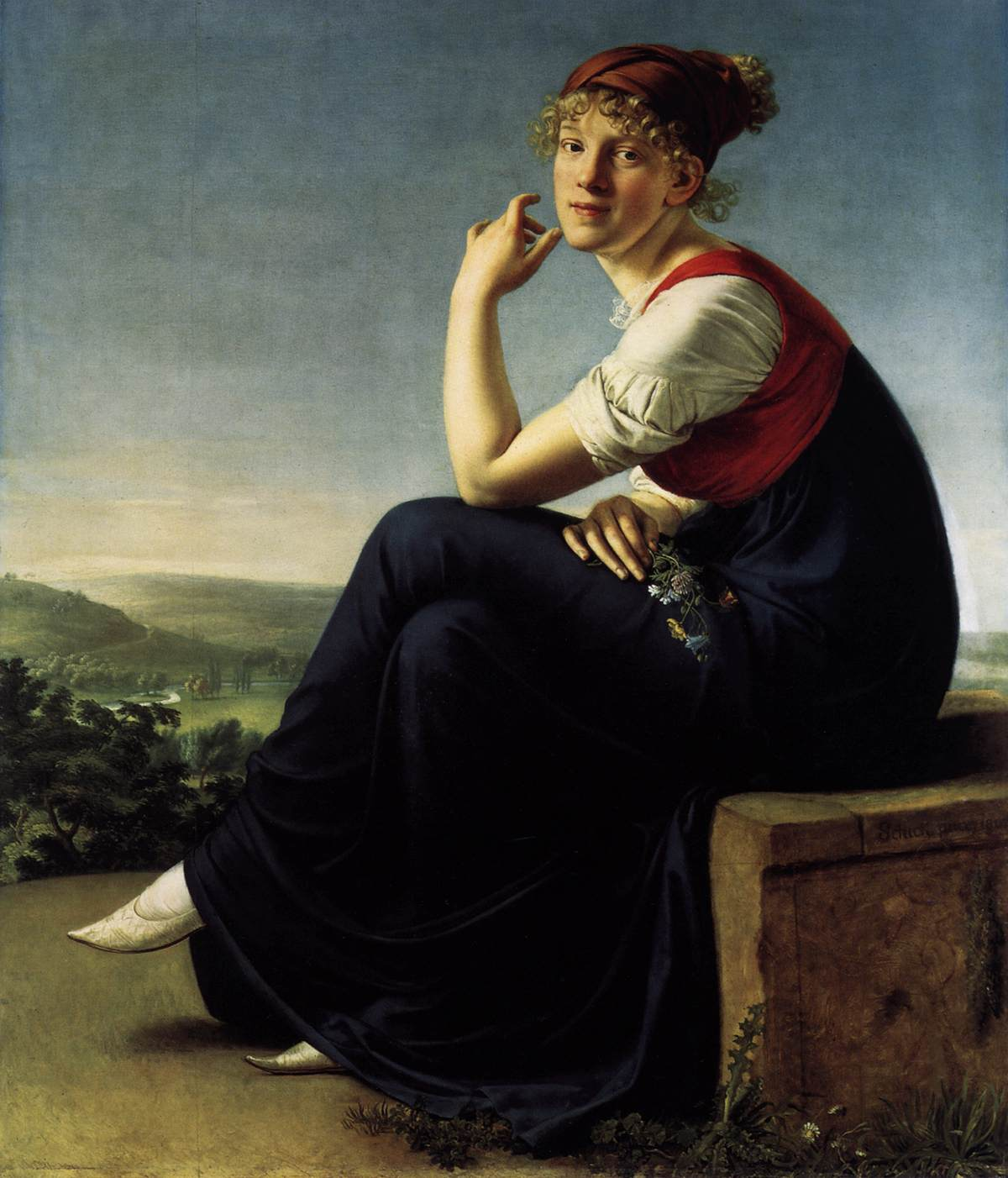
Christian Gottlieb Schick, Ritratto di Heinrike Rapp, (prima moglie di Dannecker), 1802, Alte Nationalgalerie, Berlino

Terzo di cinque figli di Georg Dannecker (1718-1786), un cocchiere al servizio del duca Carl Eugen, e di 
Anna Catharina Schempp (1725-1803), che trasferirono nel 1764 la famiglia a Ludwigsburg.
Dal 1772 al 1780, si formò artisticamente come scultore assieme a Philipp Jacob Scheffauer (1756-1808).
In una prima fase, studiò sotto la guida di Adam Bauer, e in un secondo tempo, a partire dal 1775, frequentò l'accademia a Stoccarda.
Fu un fedele seguace dello stuccatore Johann Valentin Sonnenschein (1749-1828) e strinse una duratura amicizia e collaborazione con il pittore Nicolas Guibal, seguace del Mengs e con numerosi letterati, tra i quali, Friedrich Schiller.
Nel novembre del 1790, sposò Heinrike Rapp (1773–1823), figlia di un ricco mercante.
Nel 1777 ricevette un premio per il Milone di Crotone, su un tema originario barocco che Dannecker convertì in un gusto classico.
Dopo aver terminato l'accademia nel 1780, fu nominato scultore della corte del Württemberg, lavorando per anni su disegni di Pierre François Lejeune (1721-1790 e Nicolas Guibal (1725-1784), e nel 1783 compì un lungo viaggio europeo con tappe a Parigi dove per un biennio operò nell'atelier di Augustin Pajou, successivamente a Roma dove si appassionò per lo stile dell'antica Grecia e si accostò al Canova (1757-1822) e allo scultore svizzero Alexander Trippel (1743-1793), realizzando una Cerere ed un Bacco (Museo di Stoccarda), e infine soggiornò a Bologna ed a Mantova, e solamente dieci anni dopo rientrò a Stoccarda, dove intraprese l'attività di professore alla Hohe Karlsschule.
Sempre di questo periodo risultò il busto di Friedrich Schiller (Biblioteca Granducale di Weimar), considerata la sua opera più rappresentativa assieme alla terracotta dell'Arianna, al suo Autoritratto del 1797 (Museo di Stoccarda), ed al Fauno ebbro (giardino del castello di Ludwigsburg), che si staccarono parzialmente dalla tendenza allegorica e mitologica.
Intorno al 1810 Dannecker inaugurò a Stoccarda uno studio frequentato da importanti uomini di cultura.

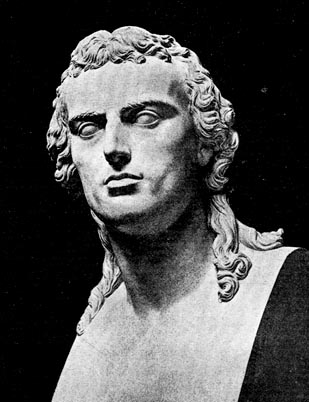
Busto di Friedrich von Schiller, Stoccarda
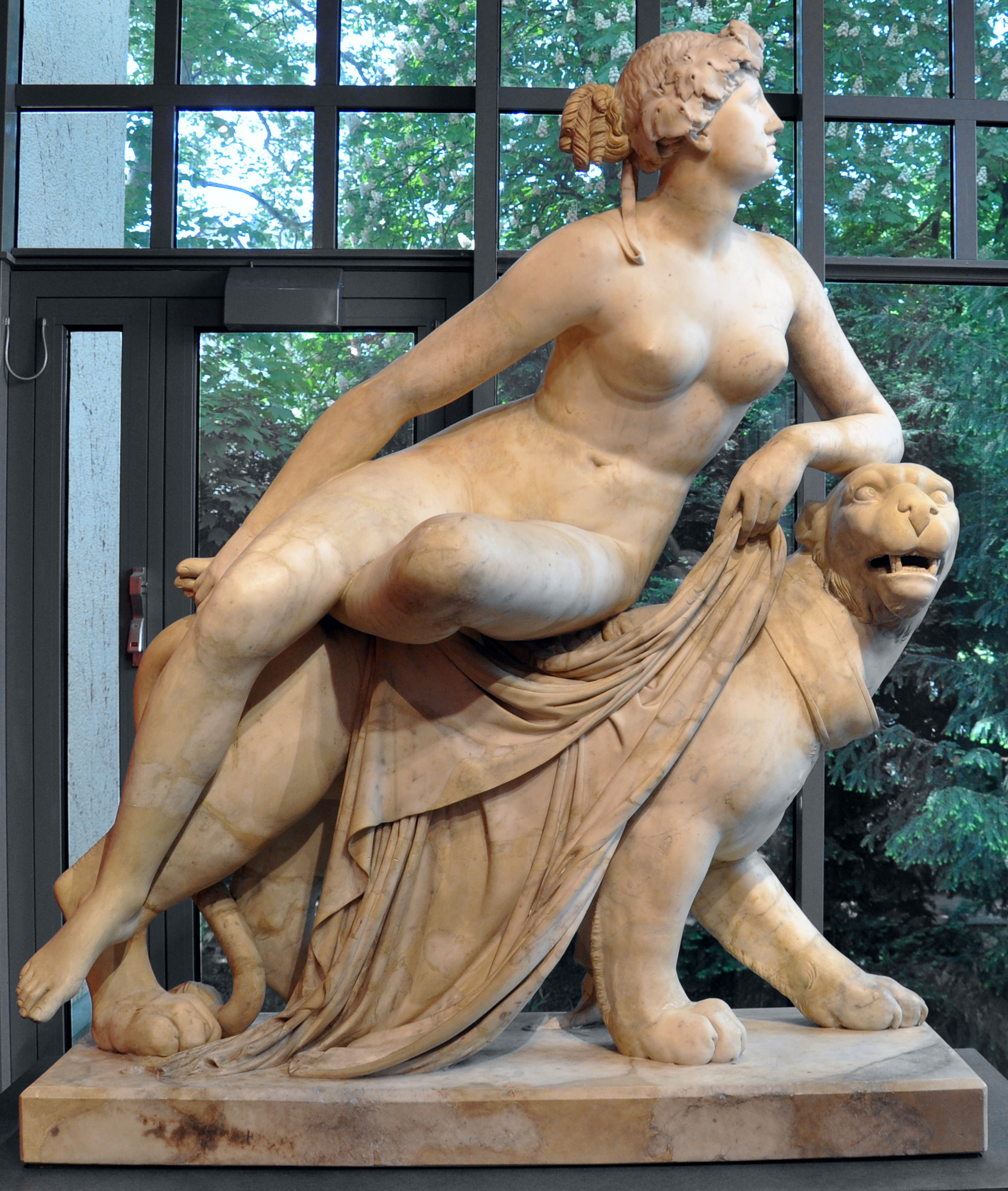
Arianna sulla pantera, Liebieghaus, Francoforte
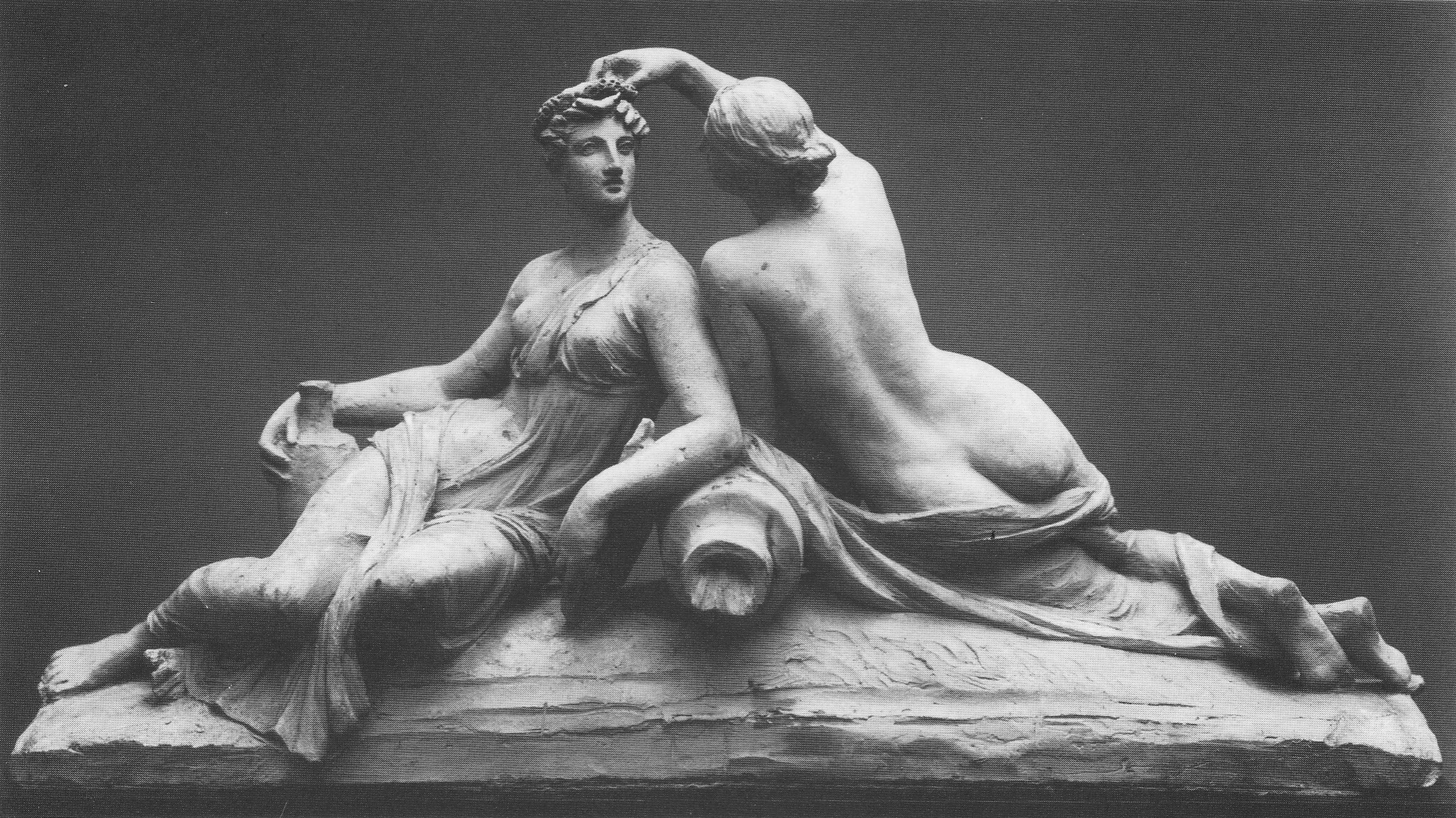
Ninfe dell'acqua e dei prati, modello, distrutto